# Свети Козма (Гребен)
Свети Козма (грч. Άγιος Κοσμάς, Ајос Космас) је насељено место у општини Гребен у периферији Западна Македонија, Грчка. Према попису из 2021. године било је 35 становника.
Према бугарском географу и историчару, Василу Канчову, у Светом Козми је 1900. године живело 105 Грка. Село се раније звало Чирак.